# Méthode d'Otsu
En vision par ordinateur et traitement d'image, la méthode d'Otsu est utilisée pour effectuer un seuillage automatique à partir de la forme de l'histogramme de l'image, ou la réduction d'une image à niveaux de gris en une image binaire. L'algorithme suppose alors que l'image à binariser ne contient que deux classes de pixels, (c'est-à-dire le premier plan et l'arrière-plan) puis calcule le seuil optimal qui sépare ces deux classes afin que leur variance intra-classe soit minimale.
L'extension de la méthode originale pour faire du seuillage à plusieurs niveaux est appelée Multi Otsu method.
Le nom de cette méthode provient du nom de son initiateur,  Nobuyuki Otsu (大津展之, Ōtsu Nobuyuki).

## Méthode
Dans la méthode d'Otsu, le seuil qui minimise la variance intra-classe est recherché à partir de tous les seuillages possibles :

{\displaystyle \sigma _{w}^{2}(t)=\omega _{1}(t)\sigma _{1}^{2}(t)+\omega _{2}(t)\sigma _{2}^{2}(t)}

Les poids {\displaystyle \omega _{i}} représentent la probabilité d'être dans la {\displaystyle i}ème classe, chacune étant séparée par un seuil {\displaystyle t}. Finalement, les {\displaystyle \sigma _{i}^{2}} sont les variances de ces classes.
Otsu montre que minimiser la variance intra-classe revient à maximiser la variance inter-classe:

{\displaystyle \sigma _{b}^{2}(t)=\sigma ^{2}-\sigma _{w}^{2}(t)=\omega _{1}(t)\omega _{2}(t)\left[\mu _{1}(t)-\mu _{2}(t)\right]^{2}}

qui est exprimée en termes des probabilités de classe {\displaystyle \omega _{i}} et des moyennes de classes {\displaystyle \mu _{i}} qui à leur tour peuvent être mises à jour itérativement. Cette idée conduit à un algorithme efficace.

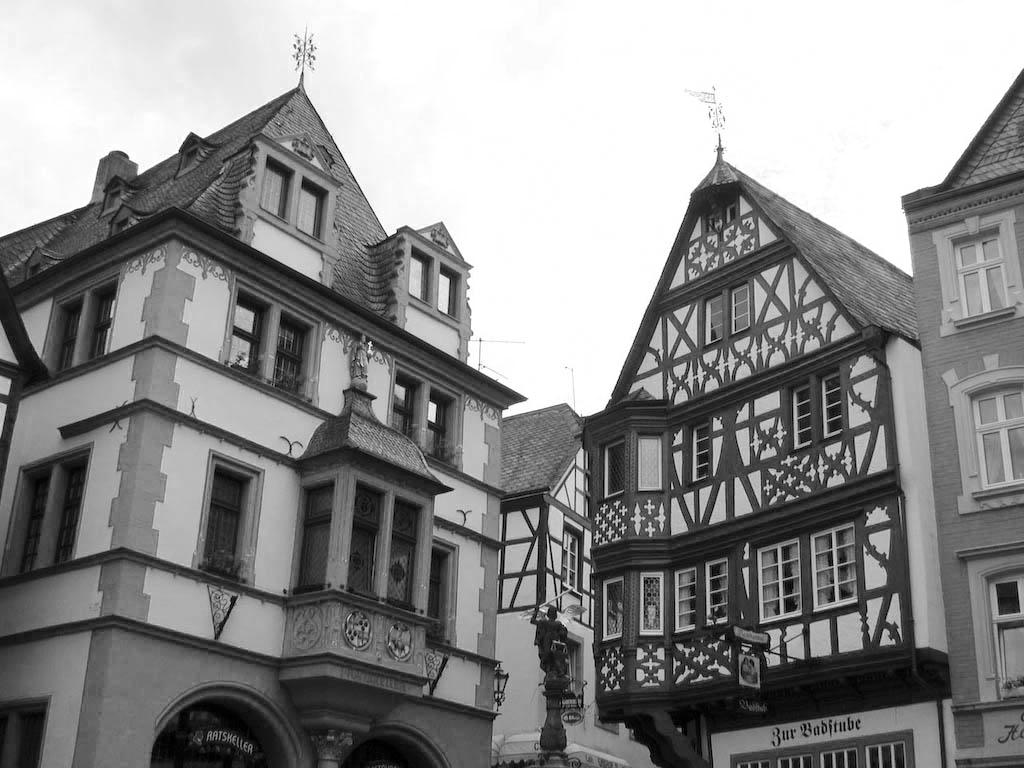
Avant
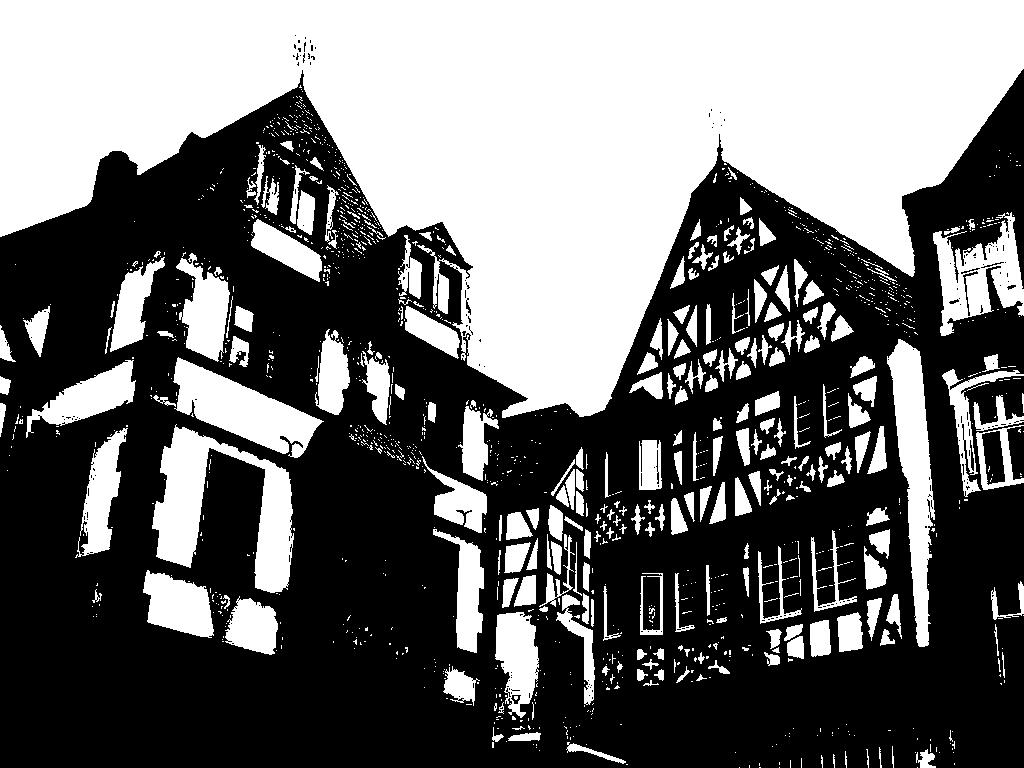
Après

### Algorithme

Visualisation de l'histogramme

1. Calculer l'histogramme et les probabilités de chaque niveau d'intensité
2. Définir les {\displaystyle \omega _{i}(0)} et {\displaystyle \mu _{i}(0)} initiaux
3. Parcourir tous les seuils possibles {\displaystyle t=1\ldots } intensité max
  1. Mettre à jour {\displaystyle \omega _{i}} et {\displaystyle \mu _{i}}
  2. Calculer {\displaystyle \sigma _{b}^{2}(t)}
4. Le seuil désiré correspond au {\displaystyle \sigma _{b}^{2}(t)} maximum.